# Minolta 7000
Minolta 7000 — автофокусная однообъективная зеркальная камера компании Minolta. Была рассчитана на плёнку типа 135. Первая в мире серийная камера с системой автофокуса, реализованной полностью в корпусе камеры. Считается первой в мире коммерчески удачной автофокусной камерой.

## Технические особенности
- Экспокоррекция — 4 EV, с шагом ½ ступени.
- Перемотка плёнки: автоматическая в конце плёнки или принудительная с любого места.
- Питание — 4 батарейки AAA.
- Выдержка синхронизации — 1/100 сек.

## Проблемы совместимости
Minolta в своей новой системе Minolta AF решила отказаться от старых неавтофокусных объективов байонетов MC и MD, в отличие от Pentax и Nikon, которые сохранили совместимость своих байонетов K (Pentax) и F (Nikon) при реализации своих автофокусных систем. Хотя они, как и Minolta, использовали пассивную автофокусную систему. Компания Canon, несколько лет спустя, ради внедрения автофокуса в серии EOS 600, также пошла на смену крепления объектива с FD на EF. Эта система была на тот момент единственной полностью лишённой механических связей между корпусом камеры и объективом (привод автофокуса был размещён в объективе).
Minolta AF со временем подверглась модификации, но продолжает использоваться до настоящего времени в серии цифровых зеркальных фотоаппаратов Sony α. Объективы, выпущенные Minolta в 1985 году, полностью совместимы и работают даже с последними фотокамерами Sony α.

## Правовые трудности проекта

### Exxon
Название ранних камер этой серии писалось как «MAXXUM 7000» с перекрещивающимися буквами «X». Логотип крупной нефтяной компании Exxon содержал в себе аналогичный графический приём. Представители Exxon сочли это совпадение нарушением авторских прав на их товарный знак. В результате Minolta было позволено продать уже выпущенные камеры, но для вновь производимых компания была обязана заменить логотип. Все камеры выпущенные после инцидента выпускались с буквами «X» начертанными обычным шрифтом.

### Honeywell
Решения применённые при реализации автофокуса в камере позволили американской корпорации Honeywell обратиться в суд по вопросу нарушения принадлежащих ей патентов. После длительной тяжбы в 1991 Minolta было предписано возместить владельцу патентов убытки в сумме 127,6 миллионов долларов США. В эту сумму вошли убытки понесённые Honeywell, штрафы, затраты испытания и другие расходы.